# Saint-Germain-du-Puch
Saint-Germain-du-Puch är en kommun i departementet Gironde i regionen Nouvelle-Aquitaine i sydvästra Frankrike. Kommunen ligger i kantonen Branne som tillhör arrondissementet Libourne. År 2022 hade Saint-Germain-du-Puch 2 290 invånare.

## Befolkningsutveckling
Antalet invånare i kommunen Saint-Germain-du-Puch
Referens:INSEE